# Saint-Hilaire-en-Woëvre
Saint-Hilaire-en-Woëvre település Franciaországban, Meuse megyében. Lakosainak száma 181 fő (2022. január 1.). Saint-Hilaire-en-Woëvre Doncourt-aux-Templiers, Hannonville-sous-les-Côtes, Harville, Herbeuville, Labeuville, Marchéville-en-Woëvre és Saulx-lès-Champlon községekkel határos.

## Népesség
A település népessége az elmúlt években az alábbi módon változott:
| Lakosok száma | 53   | 123  | 120  | 186  | 187  | 173  | 174  | 181  | 185  | 181  |
|               | 1968 | 1982 | 1990 | 2006 | 2013 | 2015 | 2017 | 2019 | 2020 | 2022 |